# إيرينا سندلر
إيرينا سندلر (بالبولندية: Irena Sendler)‏ واسمها الأول إيرينا كرزيانوفسكا من مواليد 15 فبراير 1910 وتوفيت في 12 مايو 2008 في مدينة وارسو) كانت ممرضة، مقاومة وناشطة بولندية خدمت في مترو الأنفاق البولندي أثناء الحرب العالمية الثانية تحديدا في وارسو التي احتلتها ألمانيا، حيث كانت رئيسة قسم الأطفال في جيغوتا المجلس البولندي لمساعدة اليهود مع العشرات من المتطوعين الآخرين الذين كان معظمهم من النساء، والتي كانت نشطة من 1942 إلى 1945.
عرفت سندلر (تحت اسم جولنتانا) بعد أن هربت 2500 طفلا يهوديا من غيتو وارسو خلال الحرب العالمية الثانية لتنقذهم من الهولوكوست.
اشتبه الألمان في تورطها في مترو الأنفاق لتعتقل من قبل الغيستابو (البوليس السري الألماني) ورغم التعذيب والقهر قاومت سندلر دون أن تفصح عن أي شيء ليصدر حُكم بإعدامها، لكنها تمكنت من الهرب بصعوبة يوم تعيينها بعد أن قام أحد أفراد جيغوتا برشوة جندي ألماني لتهريبها.
في عام 1965، اعترفت إسرائيل بأن سندلر هي من الصالحين بين الأمم. كما تلقت سندلر العديد من الجوائز أبرزها صليب الاستحقاق البولندي عام 1946 ووسام النسر الأبيض أعلى تكريم بولندي منح لسندلر في وقت متأخر من حياتها امتنانا لجهودها الإنسانية في زمن الحرب.

## معرض الصور

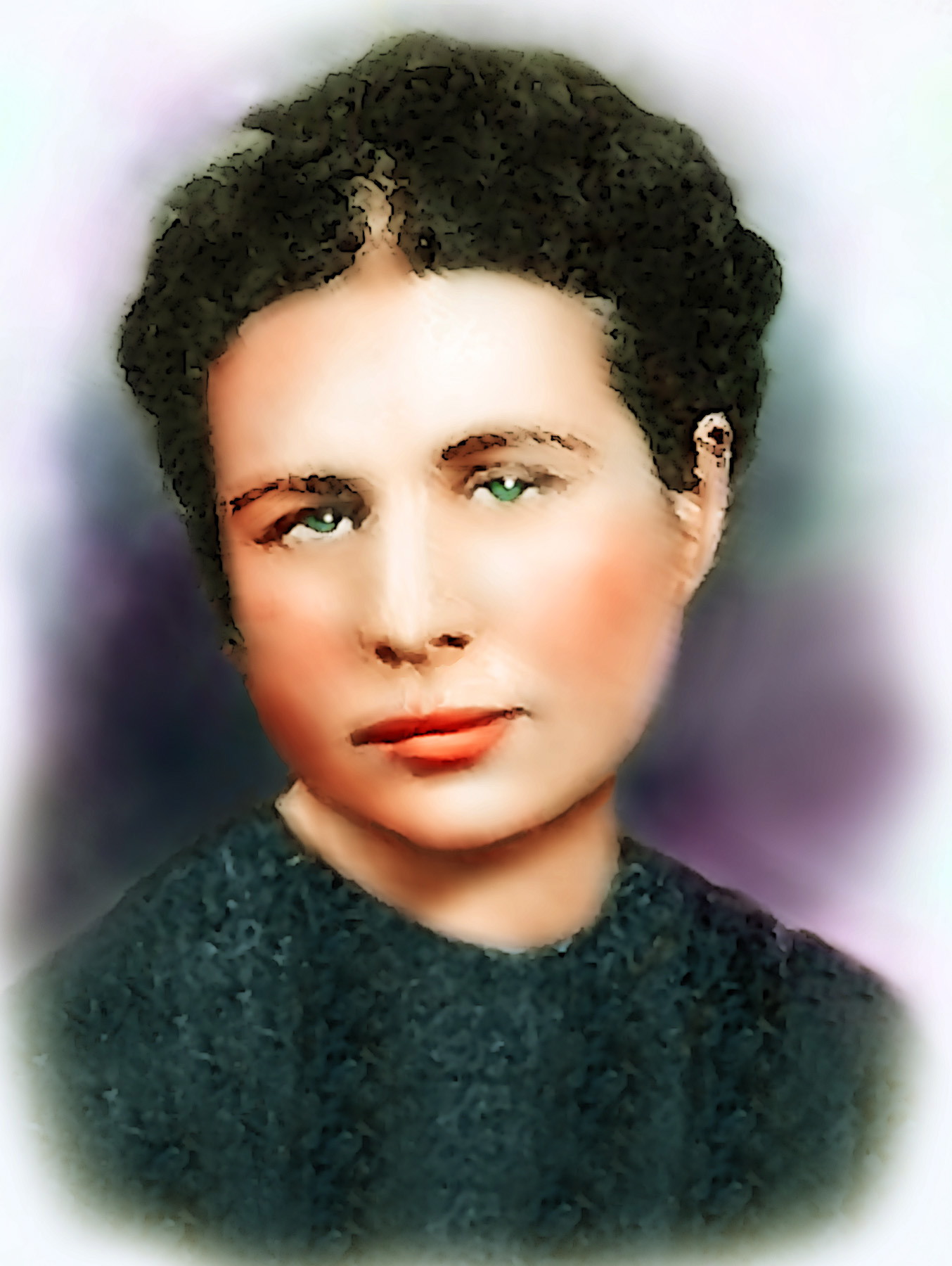
ايرينا سندلر في عام 1942 (صورة ملونة).
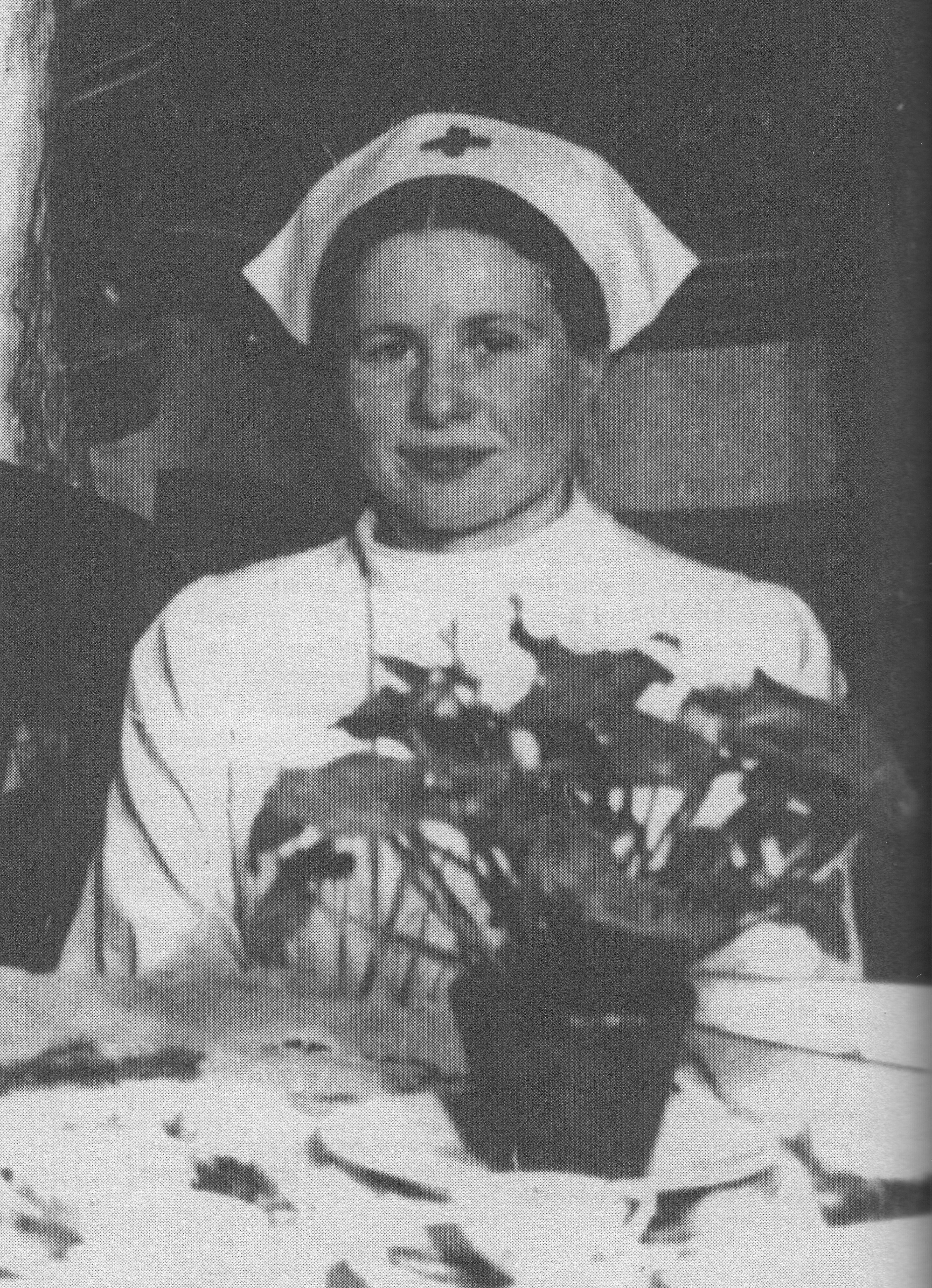
ايرينا سندلر عام 1944.
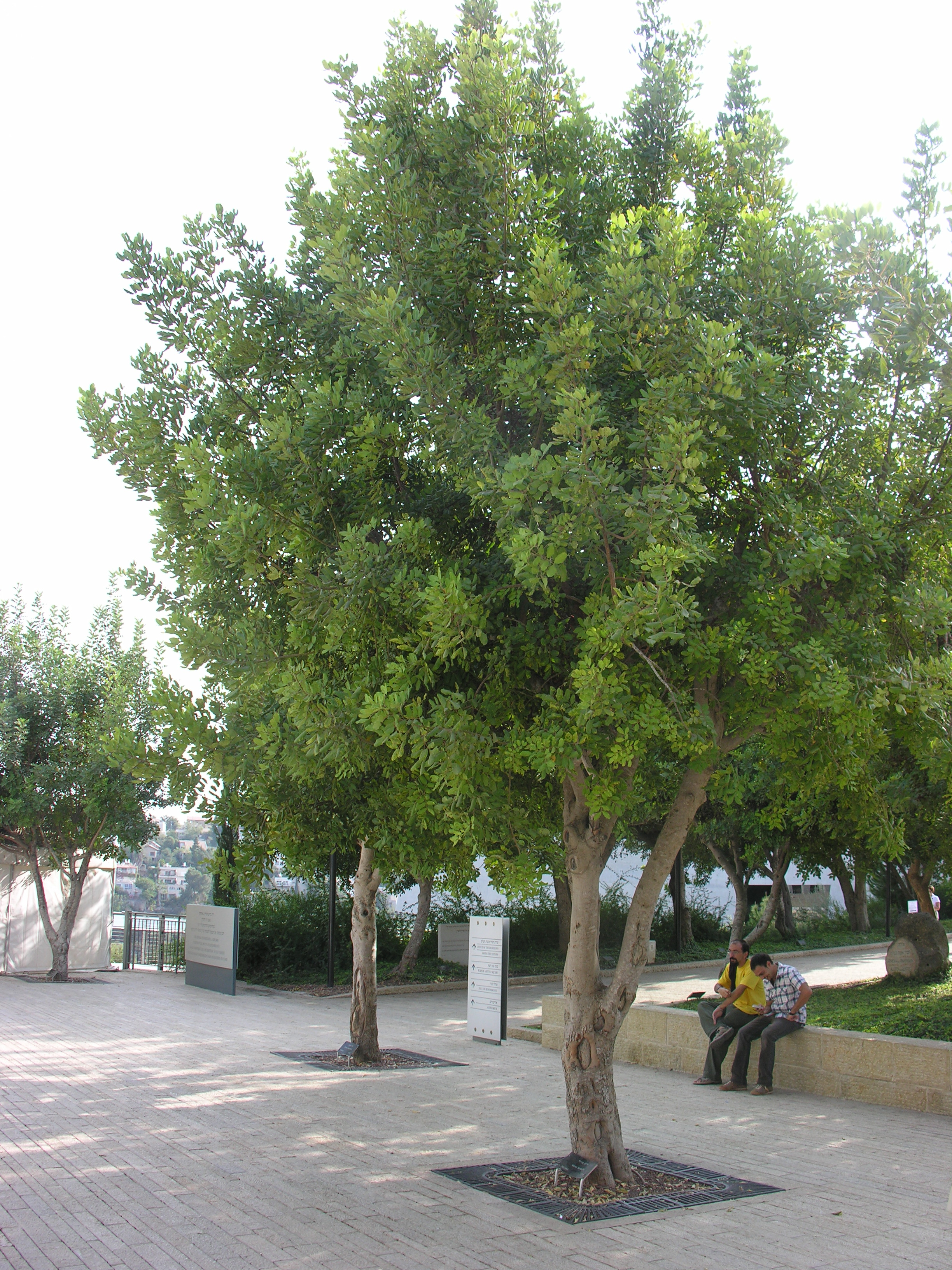
شجرة إيرينا سندلر في شارع الأبرار في ياد فاشيم في إسرائيل.
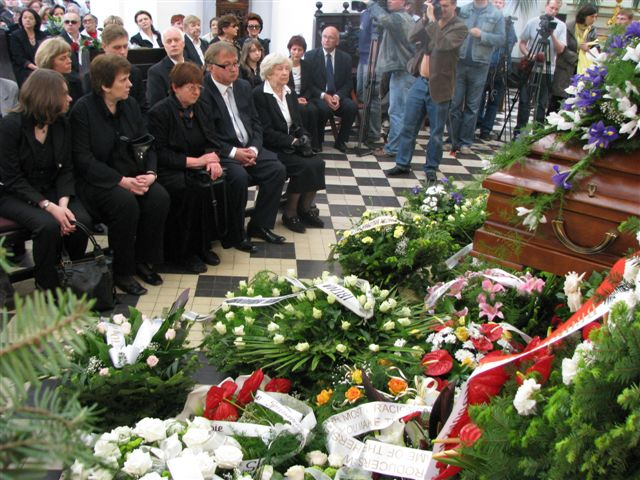
جنازة إيرينا سندلر في مايو 2008.
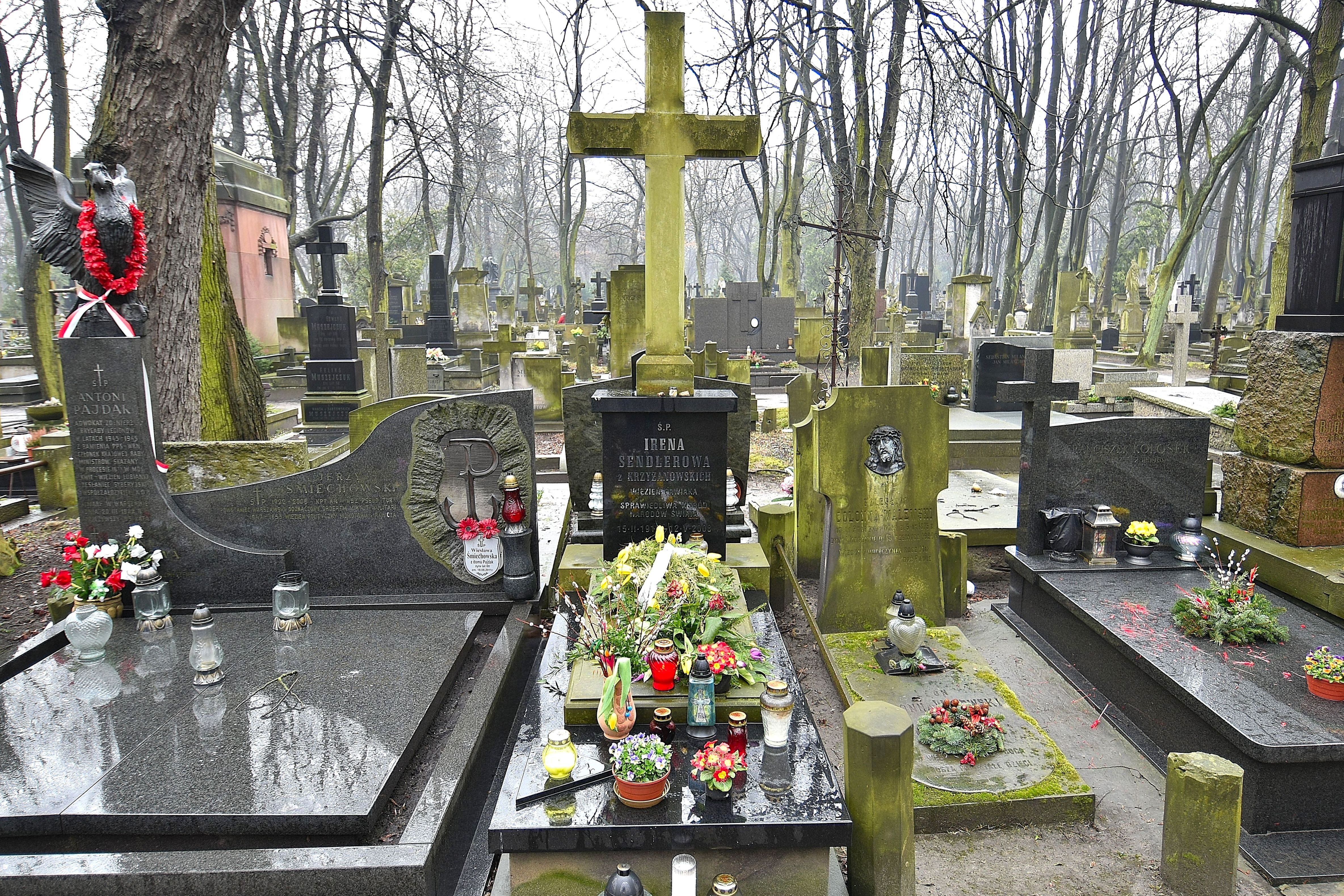
قبر إيرينا سندلر في مقبرة بوفالسكي.

## روابط خارجية
- إيرينا سندلر على موقع IMDb (الإنجليزية)